# روجر ونايت (لاعب كرة قدم أمريكية)
روجر ونايت (بالإنجليزية: Roger Knight)‏ هو لاعب كرة قدم أمريكية أمريكي، ولد في 11 أكتوبر 1978 في Queens Village, Queens ‏ في الولايات المتحدة.

## وصلات خارجية
- روجر ونايت على موقع مرجع كرة القدم المحترفة.كوم (الإنجليزية)